# (8335) Sarton
(8335) Sarton – planetoida z pasa głównego asteroid okrążająca Słońce w ciągu 3 lat i 120 dni w średniej odległości 2,23 au. Została odkryta 28 lutego 1984 roku w Europejskim Obserwatorium Południowym przez Henriego Debehogne. Nazwa planetoidy pochodzi od George Sartona (1884-1956), założyciela magazynu Isis i Osiris, profesora Uniwersytetu Harwardzkiego. Przed nadaniem nazwy planetoida nosiła oznaczenie tymczasowe (8335) 1984 DD1.